# Carol Chomsky
Carol Doris Chomsky (nascida Schatz; Filadélfia, 1 de julho de 1930 – Lexington,19 de dezembro de 2008) foi uma linguista estadunidense conhecida por seus trabalhos sobre aquisição de linguagem e educação. Era casada com Noam Chomsky, com quem teve três filhos, entre eles Aviva Chomsky.